# Parafia Wniebowzięcia Najświętszej Maryi Panny w Wiśle
Parafia Wniebowzięcia Najświętszej Maryi Panny – rzymskokatolicka parafia znajdująca się w Wiśle. Parafia należy do dekanatu wiślańskiego diecezji bielsko-żywieckiej. Jest najstarszą w mieście, została erygowana 28 maja 1957 r.
Od 1651 r. miejscowość Wisła podlegała parafii w Goleszowie. W miejscu obecnego kościoła kapliczkę zbudowali ewangelicy. W czasie swej misji rekatolizacyjnej ks. jezuita Leopold Tempes poświęcił ją jako katolicką w 1718 r., w 1725 r. rozbudował. W 1785 r. stała się filią parafii w Ustroniu. W 1865 r. na miejscu dotychczasowej kaplicy ukończono budowlę obecnej świątyni. W 1938 r. erygowano tu lokalię, a 28 maja 1957 r. parafię.

## Proboszczowie
- 1957–1968 : ks. Franciszek Kubalok
- 1968–1981 : ks. Karol Bardoń
- 1981–2011 : ks. Rudolf Wojnar
- 2011–2016 : ks. Wiesław Bajger
- 2016–2023 : ks. Wiesław Firlej
- 2023–2024 : ks. Mirosław Kareta
- od 2024 : ks. Stanisław Filapek